# 2014 en Norvège
Chronologie de la Norvège
- 2010
- 2011
- 2012
- 2013
- 2014
- 2015
- 2016
- 2017
- 2018

Cet article présente les faits marquants de l'année 2014 en Norvège ou relatifs à la Norvège.

## Gouvernance
- Harald V est roi de Norvège.
- Erna Solberg est la cheffe du gouvernement.

## Événements
- Le Prix Nobel de la paix est décerné à Kailash Satyarthi et à Malala Yousafzai .

## Sport
- L' Olympiade d'échecs de 2014, la 41e édition de la compétition, s'est tenue du 1er au 14 août 2014 à Tromsø. Le tournoi par équipe mixte (tournoi « open ») a été remporté  par la Chine devant la Hongrie et l'Inde. Le tournoi féminin a été remporté par la Russie devant la Chine et l'Ukraine.
- L' Arctic Race of Norway 2014 est la seconde édition de cette course cycliste à étapes masculine. Elle a eu lieu du 14 au 17 août 2014. Elle fait partie du calendrier UCI Europe Tour 2014 en catégorie 2.1.
- Le  meeting des Bislett Games 2014 s'est déroulé le 11 juin 2014 au Bislett stadion d'Oslo, en Norvège. Il s'agit de la cinquième étape de la Ligue de diamant 2014.
- La 17e édition du Championnat d'Europe de football féminin des moins de 19 ans est un tournoi de football féminin qui s'est tenu en Norvège. La phase finale du tournoi se déroule en 2014.
- La saison 2014 de Tippeligaen est la soixante-dixième édition du championnat de Norvège de football de première division. Les seize clubs de l'élite s'affrontent à deux reprises, une fois à domicile et une fois à l'extérieur. À l'issue de la compétition, les deux derniers du classement sont relégués en 1. divisjon, tandis que le club classé 14e doit disputer un barrage de promotion-relégation face au 3e de deuxième division.
- Les championnats du monde de VTT et de trial 2014 se déroulent à Lillehammer et Hafjell en Norvège du 2 au 7 septembre 2014. Contrairement aux années précédentes, les championnats du monde de four-cross se sont déroulés séparément, à Leogang en Autriche du 12 au 15 juin 2014[1].
- La Norvège participe aux Jeux olympiques d'hiver de 2014 à Sotchi en Russie du 7 au 23 février 2014. Il s'agit de sa vingt-et-deuxième participation à des Jeux d'hiver.
- La Norvège participe aux Jeux paralympiques d'hiver de 2014, à Sotchi, en Russie, du 7 au 16 mars 2014. Il s'agit de la onzième participation de ce pays aux Jeux d'hiver, la Norvège ayant été présente à tous les Jeux.
- La 4e édition du Tour de Norvège a lieu du 21 au 25 mai 2014. La course fait partie du calendrier UCI Europe Tour 2014 en catégorie 2.HC.
- La 1re édition du Tour de Norvège féminin a lieu du 15 août au 17 août 2014. La course fait partie du calendrier UCI féminin en catégorie 2.2.

## Culture
- 1001 Grammes (1001 Gram) est un film norvégien réalisé par Bent Hamer, sorti en 2014.
- Blind est un film norvégien réalisé par Eskil Vogt, sorti en 2014.
- Dead Snow 2: Red vs Dead (Død Snø 2) est une comédie d'horreur islando-norvégienne coécrite et réalisée par Tommy Wirkola et sorti en 2014. Il s'agit de la suite directe de Dead Snow, du film du même Tommy Wirkola, sorti en 2009.
- Letter to the King (Brev til Kongen) est un film norvégien réalisé par Hisham Zaman, sorti en 2014.
- Ma Moulton et moi est un court métrage d'animation canado-norvégien scénarisé et réalisé par Torill Kove et sorti en 2014.
- Mademoiselle Julie (Miss Julie) est un film dramatique norvégo-irlandais écrit et réalisé par Liv Ullmann sorti le 10 septembre 2014 en France et le 19 novembre 2014 en Belgique.
- Meurtre à Pacot est un film haïtien réalisé par Raoul Peck, sorti en 2014.
- Natür Therapy (en norvégien : Mot naturen, titre international anglais : Out of Nature) est un film de comédie dramatique norvégien écrit, réalisé et interprété par Ole Giæver et sorti en 2014.
- Nordland est un film germano-norvégien réalisé par Ingo J. Biermann (de) en 2014.
- Refroidis (Kraftidioten) est un drame norvégien d'Hans Petter Moland sorti en 2014.
- Un pigeon perché sur une branche philosophait sur l'existence (En duva satt på en gren och funderade på tillvaron) est un film franco-germano-norvégio-suédois écrit et réalisé par Roy Andersson, sorti en 2014.

## Naissances
- Naissance en Norvège en 2014

## Décès
- Décès en Norvège en 2014